# Ataenius intermedius
Ataenius intermedius är en skalbaggsart som beskrevs av Bates 1887. Ataenius intermedius ingår i släktet Ataenius och familjen Aphodiidae. Inga underarter finns listade.